# FIA-Formel-2-Meisterschaft (2009–2012)

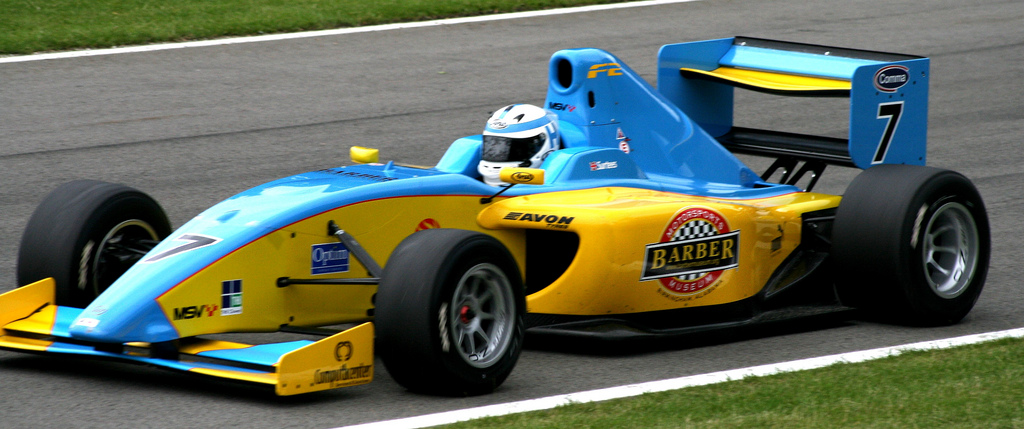
Henry Surtees in Brands Hatch 2009

Die FIA-Formel-2-Meisterschaft (englisch FIA Formula 2 Championship) war eine von 2009 bis 2012 ausgetragene Rennserie für Formelfahrzeuge.
Sie basierte auf einer Idee des FIA-Präsidenten Max Mosley und sollte das Erbe der bis 1984 durchgeführten Formel-2-Europameisterschaft antreten und als kostengünstiges Sprungbrett in die Formel 1 dienen. Organisiert wurde die Serie von der Firma MotorSport Vision von Jonathan Palmer, die im September 2008 den Zuschlag für die Durchführung erhielt.
Seit 2017 firmiert die GP2-Serie unter der Bezeichnung FIA-Formel-2-Meisterschaft, womit es seitdem wieder eine Formel 2 gibt. Außer dem Namen haben diese beiden Formel-2-Meisterschaften aber nichts miteinander zu tun.

## Technik
Das Chassis wurde von Williams entwickelt und trug die Bezeichnung Williams JPH1. Es erfüllte die Crash-Normen der Formel 1 des Jahres 2005. Trotzdem kam es beim Rennen in Brands Hatch 2009 zu einem tödlichen Unfall, als Henry Surtees von einem Rad am Kopf getroffen wurde.
Der Motor stammte von Audi und basierte auf dem Aggregat der Formel Palmer Audi. Der Motor war jedoch viel stärker ausgereizt und enthielt weniger Serienteile. Aus seinen 1,8 Litern Hubraum wurden mit Turbo-Aufladung rund 295 kW generiert. Den Fahrern stand zehnmal im Rennen ein Boost-Knopf zur Verfügung, der die Leistung für maximal 6 Sekunden auf 330 kW anwachsen ließ.
Die Reifen wurden von Einheitslieferant Avon geliefert.
Alle Fahrzeuge wurden zentral von Palmer eingesetzt, und nicht von einzelnen Rennteams.

## Sportliches
MotorSport Vision schloss Ende 2008 einen Fünfjahresvertrag über die Durchführung der FIA-Formel-2-Meisterschaft von 2009 bis 2013 ab. Das Hauptaugenmerk der FIA lag darauf, bezahlbaren Motorsport für junge Fahrer zu bieten – pro Fahrer und Saison waren seitens der FIA ursprünglich 200.000 Euro geplant. Palmer konnte diese Summe jedoch nicht ganz erreichen und bot die Fahrzeuge dann für 245.000 Euro für alle acht Rennen an, Unfallschäden wurden zusätzlich berechnet. In dieser Summe waren nicht nur das Fahrzeug, sondern auch die Mechaniker enthalten, die von Rennen zu Rennen unter den Teilnehmer getauscht wurden, um hier eine Gleichbehandlung zu erreichen. Zusätzlich durften die Fahrer 80 Prozent der Werbeflächen auf dem Auto für ihre persönlichen Sponsoren nutzen.
Der Meister durfte einen Formel-1-Testtag mit dem Williams-Team absolvieren. Die ersten drei der Meisterschaft erhielten die FIA-Superlizenz, die eine notwendige Voraussetzung zur Teilnahme an einem Formel-1-Rennwochenende darstellt. Diese Chance wurde jedoch von keinem der Fahrer genutzt.
In Absprache mit der FIA wurde am 6. Dezember 2012 erklärt, dass die Serie 2013 nicht mehr ausgetragen wird. Als Gründe wurden neben dem Reglement mit Einheitsautos und fehlenden Teams die Tatsache angeführt, dass es bis Ende 2012 kein Formel-2-Fahrer in die Formel 1 geschafft hat.

## Meister der FIA-Formel-2-Meisterschaft
| Jahr | Meister          | Punkte | 2. Platz            | Punkte | 3. Platz            | Punkte |
| ---- | ---------------- | ------ | ------------------- | ------ | ------------------- | ------ |
| 2009 | Andy Souček      | 115    | Robert Wickens      | 64     | Michail Aljoschin   | 59     |
| 2010 | Dean Stoneman    | 284    | Jolyon Palmer       | 242    | Sergei Afanassjew   | 157    |
| 2011 | Mirko Bortolotti | 316    | Christopher Zanella | 193    | Ramón Piñeiro       | 185    |
| 2012 | Luciano Bacheta  | 231,5  | Mathéo Tuscher      | 210    | Christopher Zanella | 196    |

Der spätere Formel-1-Fahrer Jolyon Palmer (2009–2011) fuhr vorher in dieser Serie. Die späteren DTM-Fahrer Robert Wickens (2009) und Philipp Eng (2009–2010) fuhren vorher in der Formel 2. Mit Natacha Gachnang (2009) und Natalia Kowalska (2010–2011) waren auch zwei Damen in dieser Serie am Start.